# Beecher (Illinois)
Pour les articles homonymes, voir Beecher.
Beecher est un village situé au sud-est du comté de Will,  dans l'Illinois, aux États-Unis,. Fondé en 1870, il est incorporé le 5 janvier 1884. Le village était initialement baptisé Washington Center, car il est situé au centre du township de Washington. Il est baptisé sous son nom actuel en référence à Henry Ward Beecher.

## Démographie
Lors du recensement de 2010, le village comptait une population de 4 359 habitants. Elle est estimée, en 2016, à 4 447 habitants.

### Source de la traduction
- (en) Cet article est partiellement ou en totalité issu de l’article de Wikipédia en anglais intitulé « Beecher, Illinois » (voir la liste des auteurs).